# Rodemack

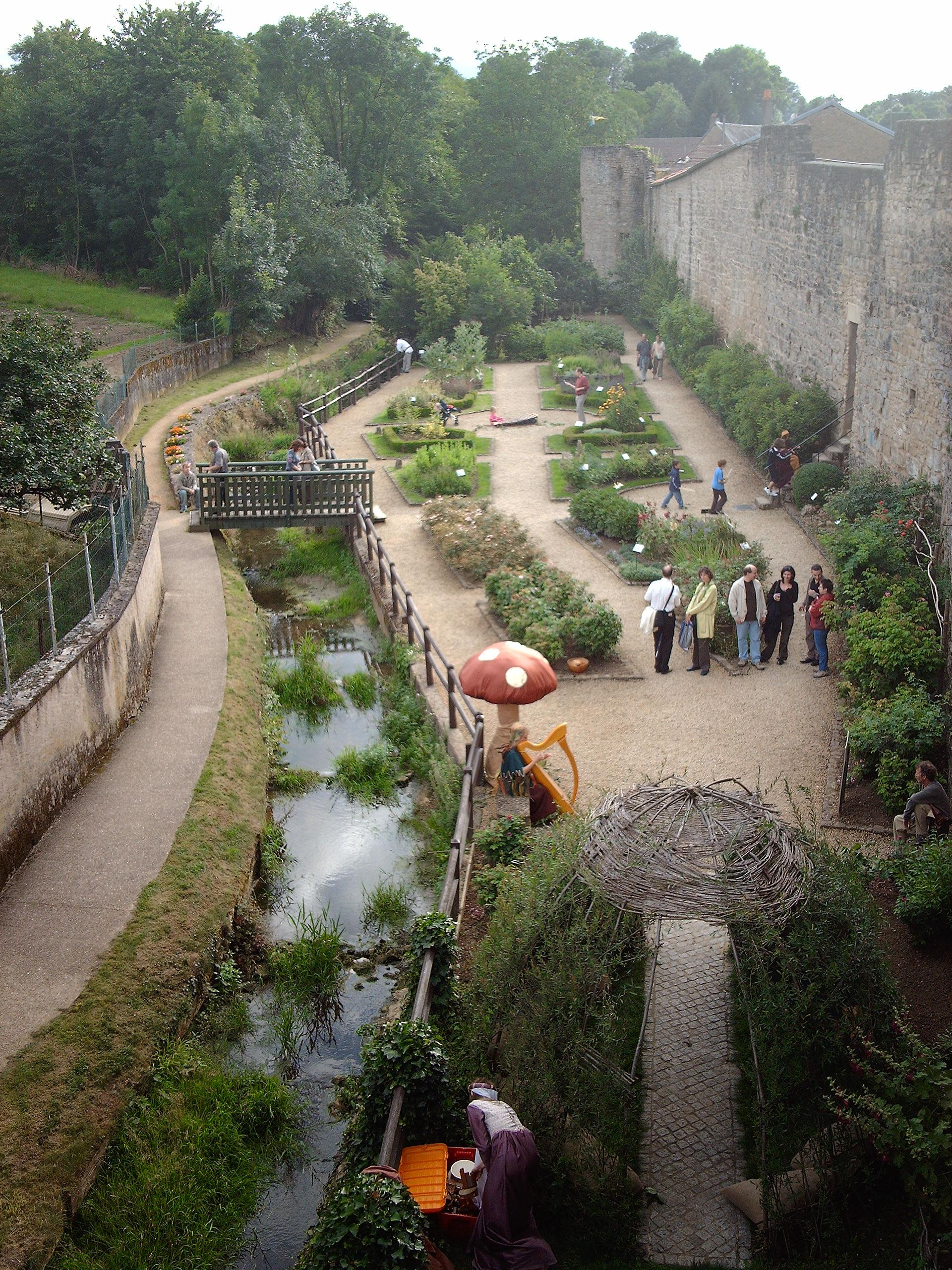
Jardín Medieval de Rodemack

Rodemack (en idioma alemán Rodemachern) es una comuna francesa del departamento del Mosela en la región de Lorena. Forma parte de la lista de les plus beaux villages de France.
En verano Rodemack organiza un festival medieval que cambia su imagen por completo. Sus calles y el interior del castillo sirven para albergar espectáculos callejeros, exhibiciones de caballería y un mercado de productos medievales.

## Historia
Importante fortaleza de un señorío independiente desde 1190, en 1492 Maximiliano I de Habsburgo la entrega a Cristóbal I de Baden, cuyo nieto fundaría la rama de Baden-Rodemack. Estuvo ocupado por tropas francesas entre 1542-1544, 1552, 1558-1559. La Paz de Crépy, Cateau-Cambrésis y de Vervins la concedió a España. Francia la ocupa de nuevo entre 1643-1659, 1668-1673 y 1678. Los Tratados de Nimega la incluyen definitivamente en manos de Francia.

## Demografía
| 478 | 506 | 488 | 650 | 771 | 804 |
| Para los censos de 1962 a 1999 la población legal corresponde a la población sin duplicidades (Fuente: INSEE [Consultar]) |     |     |     |     |     |